# Buffalo Bisons (AHL)
Buffalo Bisons je bil profesionalni hokejski klub iz Buffala, New York. Deloval je v ligi American Hockey League od 1940 do 1970. Domača dvorana kluba je bila Buffalo Memorial Auditorium.
Klub je bil naslednik prvotnih Buffalo Bisonsov, ki so leta 1936 prenehali z delovanjem, potem ko se je zrušila streha njihove domače dvorane Peace Bridge Arena. Klub se je v zgodovino zapisal kot prvi profesionalni hokejski klub v mestu Buffalo - predhodni Bisonsi so namreč igrali svoje tekme v dvorani Peace Bridge Arena, ki se je nahajala v kanadskem Fort Erieju, Ontario.
Bisonsi so, podobno kot ostala AHL moštva, delovali tudi kot podružnica več NHL klubov. V svoji 30-letni zgodovini so sodelovali z Montreal Canadiensi, Chicago Black Hawksi in New York Rangersi.
Pokal Calder Cup za prvaka končnice lige AHL je Bisonsom uspelo osvojiti v letih 1943, 1944, 1946, 1963 in 1970. Ob tem so osvojili še pet drugih mest, v letih 1948, 1951, 1955, 1959 in 1962.
Klub je po sezoni 1969/70 prenehal z delovanjem, saj je tedaj liga NHL kot eno od širitvenih moštev lige izbralo Buffalo Sabres. Mesto Buffalo se je odločilo podpreti svoj novi NHL klub in istočasno ukiniti AHL moštvo, Sabresi so z igranjem v ligi NHL pričeli že v sezoni 1970/71.

## Izidi

### Redna sezona
| Sezona  | Tekem | Zmag | Porazov | Remijev | TOČ | GF  | GA  | Uvrstitev    |
| ------- | ----- | ---- | ------- | ------- | --- | --- | --- | ------------ |
| 1940/41 | 56    | 19   | 27      | 10      | 48  | 148 | 176 | 4. v Zahodni |
| 1941/42 | 56    | 25   | 25      | 6       | 56  | 182 | 157 | 4. v Zahodni |
| 1942/43 | 56    | 28   | 21      | 7       | 63  | 189 | 143 | 1. v Zahodni |
| 1943/44 | 54    | 25   | 16      | 13      | 63  | 201 | 168 | 2. v Vzhodni |
| 1944/45 | 60    | 31   | 8       | 21      | 70  | 200 | 182 | 1. v Vzhodni |
| 1945/46 | 62    | 38   | 16      | 8       | 84  | 270 | 196 | 1. v Vzhodni |
| 1946/47 | 64    | 36   | 17      | 11      | 83  | 257 | 173 | 2. v Zahodni |
| 1947/48 | 68    | 41   | 23      | 4       | 86  | 277 | 238 | 3. v Zahodni |
| 1948/49 | 68    | 33   | 27      | 8       | 74  | 246 | 213 | 5. v Zahodni |
| 1949/50 | 70    | 32   | 29      | 9       | 73  | 226 | 208 | 1. v Vzhodni |
| 1950/51 | 70    | 40   | 26      | 4       | 84  | 309 | 284 | 1. v Vzhodni |
| 1951/52 | 68    | 28   | 36      | 4       | 60  | 230 | 298 | 3. v Vzhodni |
| 1952/53 | 64    | 22   | 39      | 3       | 47  | 160 | 236 | 7. v AHL     |
| 1953/54 | 70    | 39   | 24      | 7       | 85  | 283 | 217 | 1. v AHL     |
| 1954/55 | 64    | 31   | 28      | 5       | 67  | 248 | 228 | 4. v AHL     |
| 1955/56 | 64    | 29   | 30      | 5       | 63  | 239 | 250 | 3. v AHL     |
| 1956/57 | 64    | 25   | 37      | 2       | 52  | 209 | 270 | 5. v AHL     |
| 1957/58 | 70    | 25   | 42      | 3       | 53  | 224 | 301 | 6. v AHL     |
| 1958/59 | 70    | 38   | 28      | 4       | 80  | 233 | 201 | 1. v AHL     |
| 1959/60 | 72    | 33   | 35      | 4       | 70  | 251 | 271 | 5. v AHL     |
| 1960/61 | 72    | 35   | 34      | 3       | 73  | 259 | 261 | 4. v AHL     |
| 1961/62 | 70    | 36   | 31      | 3       | 75  | 247 | 219 | 2. v Zahodni |
| 1962/63 | 72    | 41   | 24      | 7       | 89  | 237 | 199 | 1. v Zahodni |
| 1963/64 | 72    | 25   | 40      | 7       | 57  | 194 | 260 | 4. v Zahodni |
| 1964/65 | 72    | 40   | 26      | 6       | 86  | 261 | 218 | 2. v Zahodni |
| 1965/66 | 72    | 29   | 40      | 3       | 61  | 215 | 243 | 4. v Zahodni |
| 1966/67 | 72    | 14   | 51      | 7       | 35  | 207 | 386 | 4. v Zahodni |
| 1967/68 | 72    | 32   | 28      | 12      | 76  | 239 | 224 | 3. v Zahodni |
| 1968/69 | 74    | 41   | 18      | 15      | 97  | 282 | 192 | 1. v Zahodni |
| 1969/70 | 72    | 40   | 17      | 15      | 95  | 280 | 193 | 1. v Zahodni |

### Končnica
Legenda:

Z - zmaga, P - poraz
| Sezona  | 1. krog                      | 2. krog                                      | Finale                       |
| ------- | ---------------------------- | -------------------------------------------- | ---------------------------- |
| 1940/41 | Se niso uvrstili v končnico. | Se niso uvrstili v končnico.                 | Se niso uvrstili v končnico. |
| 1941/42 | Se niso uvrstili v končnico. | Se niso uvrstili v končnico.                 | Se niso uvrstili v končnico. |
| 1942/43 | Z, 4-2, Hershey              | prosti                                       | Z, 3-0, Indianapolis         |
| 1943/44 | Z, 4-1, Indianapolis         | —                                            | Z, 4-0, Cleveland            |
| 1944/45 | P, 2-4 Cleveland             | —                                            | —                            |
| 1945/46 | Z, 4-1, Indianapolis         | prosti                                       | Z, 4-3, Cleveland            |
| 1946/47 | Z, 2-0, Springfield          | P, 0-2, Pittsburgh                           | —                            |
| 1947/48 | Z, 2-1, Hershey              | Z, 2-0, New Haven                            | P, 0-4, Cleveland            |
| 1948/49 | Se niso uvrstili v končnico. | Se niso uvrstili v končnico.                 | Se niso uvrstili v končnico. |
| 1949/50 | P, 1-4, Cleveland            | —                                            | —                            |
| 1950/51 | P, 0-4, Cleveland            | —                                            | —                            |
| 1951/52 | P, 0-3, Cincinnati           | —                                            | —                            |
| 1952/53 | Se niso uvrstili v končnico. | Se niso uvrstili v končnico.                 | Se niso uvrstili v končnico. |
| 1953/54 | P, 0-3, Cleveland            | —                                            | —                            |
| 1954/55 | Z, 3-1, Cleveland            | —                                            | P, 2-4, Pittsburgh           |
| 1955/56 | P, 2-3, Providence           | —                                            | —                            |
| 1956/57 | Se niso uvrstili v končnico. | Se niso uvrstili v končnico.                 | Se niso uvrstili v končnico. |
| 1957/58 | Se niso uvrstili v končnico. | Se niso uvrstili v končnico.                 | Se niso uvrstili v končnico. |
| 1958/59 | Z, 4-1, Rochester            | —                                            | L, 2-4, Hershey              |
| 1959/60 | Se niso uvrstili v končnico. | Se niso uvrstili v končnico.                 | Se niso uvrstili v končnico. |
| 1960/61 | P, 1-3, Hershey              | —                                            | —                            |
| 1961/62 | Z, 2-0, Rochester            | Z, 3-1, Hershey                              | P, 1-4, Springfield          |
| 1962/63 | Z, 4-2, Providence           | prosti                                       | Z, 4-3, Hershey              |
| 1963/64 | Se niso uvrstili v končnico. | Se niso uvrstili v končnico.                 | Se niso uvrstili v končnico. |
| 1964/65 | Z, 3-1, Pittsburgh           | P, 2-3, Hershey                              | —                            |
| 1965/66 | Se niso uvrstili v končnico. | Se niso uvrstili v končnico.                 | Se niso uvrstili v končnico. |
| 1966/67 | Se niso uvrstili v končnico. | Se niso uvrstili v končnico.                 | Se niso uvrstili v končnico. |
| 1967/68 | P, 2-3, Quebec               | —                                            | —                            |
| 1968/69 | P, 2-4, Hershey              | —                                            | —                            |
| 1969/70 | Z, 4-2, Quebec               | Z, krog na izpadanje, Springfield & Montreal | Z, 4-0, Springfield          |